# Pilz
 For alternative betydninger, se Pilz (flertydig). (Se også artikler, som begynder med Pilz)
Pilz GmbH & Co. KG er et firma inden for automatiseringsteknik med totalløsninger til sikkerheds- og styringsteknikken. 
Ud over hovedsædet i Ostfildern, Tyskland, er Pilz repræsenteret globalt med egne datterselskaber i 40 lande og beskæftiger 2.504 (2024) medarbejdere. 
I Norden repræsenteres virksomheden af datterselskabet Pilz Skandinavien K/S der har kontorer i Danmark (hovedkontor/centrallager for Norden), Sverige og Finland.

## Historie
Forretningsmanden Hermann Pilz grundlagde i 1948 et glaspusteri i Esslingen. I de første efterkrigsår lå hovedvægten på fremstilling af glaskolber til medicinalindustrien og kviksølvomskiftere. I elektronikbranchen var der specielt fokus på den fortsatte miniaturisering; Pilz specialiserede sig ud over omskiftere og styresystemer især i tidsrelæer. I 1968 blev de første datterselskaber etableret i Østrig, Frankrig og Schweiz. Produktpaletten blev udvidet med PLC-systemer. I 1970 udviklede Pilz en norm for 35 mm montage, som senere udviklede sig til en industristandard;  Pilz blev hermed den første producent af relæer i overensstemmelse med DIN-standarden.
I 1987 kom Pilz nødstopsrelæet "PNOZ" på markedet, som på kort tid blev verdens mest anvendte sikkerhedsrelæ. I halvfemserne fortsatte virksomheden sin internationalisering i Europa, Nordamerika og Asien. Pilz Quality Management System blev certificeret efter DIN EN ISO 9001. For tiden investerer virksomheden efter eget udsagn 20 procent af omsætningen i forskning og udvikling. Dette har ført til flere innovationer, herunder i 1999 det sikre og åbne bussystem SafetyBUS p, i 2002 det frit konfigurerbare sikkerhedssystem "PNOZmulti" og i 2006 det sikre Kamerasystem "SafetyEYE" til tredimensionel områdeovervågning.

## Koncernstruktur
Pilz GmbH & Co.KG er en familievirksomhed, der er ejet 100 procent af familierne Pilz og Kunschert. I slutningen af 2017 trak bestyrelsesformand Renate Pilz sig ud af virksomhedens ledelse. Siden 2018 har ledelsen bestået af direktør og medejer Susanne Kunschert samt direktør og medejer Thomas Pilz.

## Produkter
Til Pilz GmbH & Co. KG's produktpalette hører:
- Sensorteknologi
- Sikkerhedsteknologi
- Styringsteknik
- Netværk
- Motion control
- Betjenings- og overvågningssystemer
- Software
- Rådgivning og udvikling
- Uddannelse

## Certificeringer
- Quality Management Standard DIN EN ISO 9001
- Deutscher Akkreditierungsrat
- DQS
- Ökoprofit

## Medlemskaber
- Safety Network International e.V.
- Verband Deutscher Maschinen- und Anlagenbau
- Zentralverband Elektrotechnik- und Elektronikindustrie